# Човек звани ваздух
„Човек звани ваздух” је југословенски ТВ филм из 1983. године. Режирали су га Миљенко Дерета и Светолик Митић а сценарио је написао Светолик Митић.

## Улоге
| Глумац         | Улога   |
| -------------- | ------- |
| Светолик Митић | Водитељ |
| Јосип Копинич  | Лично   |